# بروس درایور
بروس درایور (انگلیسی: Bruce Driver؛ زادهٔ ۲۹ آوریل ۱۹۶۲) بازیکن هاکی روی یخ اهل کانادا است.
وی همچنین برندهٔ جوایزی همچون جام استنلی شده‌است.
از باشگاه‌هایی که در آن بازی کرده‌است می‌توان به نیویورک رنجرز اشاره کرد.